# Почка
Почка — парный орган выделительной системы позвоночных, который поддерживает баланс воды и электролитов в организме (осморегуляцию), фильтрует кровь, выводит продукты метаболизма, у многих позвоночных также вырабатывает гормоны (в частности, ренин), участвует в синтезе или метаболизме отдельных витаминов и поддерживает кровяное давление. У здоровых позвоночных почки поддерживают гомеостаз внеклеточной жидкости в организме. Фильтруя кровь, почки образуют мочу, состоящую из воды и лишних или ненужных веществ, моча затем выводится из организма посредством других органов, которые у позвоночных в зависимости от вида могут включать в себя мочеточник, мочевой пузырь, клоаку и мочеиспускательный канал.
Почки есть у всех позвоночных и являются основным органом, позволяющим видам приспосабливаться к разным условиям существования, включая пресную и солёную воду, сухопутный образ жизни и пустынный климат. В зависимости от среды, к которой животные эволюционно приспособились, функции и структура почек могут различаться. Также между классами животных почки различаются по форме и анатомическому расположению. У млекопитающих, особенно у небольших, они обычно фасолевидной формы. Эволюционно почки впервые появились у рыб как результат независимой эволюции почечных клубочков и канальцев, объединившихся в итоге в единую функциональную единицу. Аналогом почек у некоторых беспозвоночных служат нефридии. Первой системой, которая могла бы претендовать на звание настоящих почек, являются метанефридии.
Основным структурным и функциональным элементом почки у всех позвоночных является нефрон. Между животными почки могут различаться по количеству нефронов и по их организации. По сложности организации как самой почки, так и нефрона почки делятся на пронефрос (предпочка), мезонефрос (первичная почка) и метанефрос (вторичная почка). Наиболее простые нефроны обнаруживаются в составе предпочки, которая является конечным функциональным органом у примитивных рыб. Сам по себе нефрон похож на пронефрос в целом. Нефроны из первичной почки, являющейся функциональным органом у большинства анамниот и называемой опистонефросом, немногим более сложны, чем в предпочке. Основным отличием предпочки от первичной является то, что клубочки вынесены наружу. Наиболее сложные нефроны обнаруживаются во вторичной почке у птиц и млекопитающих, почки птиц и млекопитающих содержат в себе нефроны с петлёй Генле.
Все три типа почек формируются из промежуточной мезодермы эмбриона. Считается, что развитие почек эмбриона отражает эволюцию почек позвоночных от ранней примитивной почки — архинефроса. Помимо того, что у отдельных видов позвоночных предпочка и первичная почка являются функциональными органами, у других видов они являются промежуточными этапами формирования конечной почки, при которых каждая следующая формирующаяся почка сменяет предыдущую. Предпочка является функционирующей почкой эмбриона у костных рыб и амфибий, у млекопитающих чаще всего считается рудиментарной. У некоторых двоякодышащих и костистых рыб предпочка может оставаться функциональной и у взрослых особей, в том числе часто одновременно с первичной почкой. Мезонефрос является конечной почкой у амфибий и большинства рыб.

## Эволюция почек
Эволюция почек происходила в ответ на эволюционное давление в связи с меняющимися условиями окружающей среды, что привело к возникновению пронефротической, мезонефротической и метанефротической почек. В плане развития органов у амниот почки являются уникальными по сравнению с другими органами, поскольку во время эмбриогенеза последовательно формируется три различных типа почек, сменяющих друг друга и отражающих эволюцию развития почек у позвоночных.
В самом начале своего существования позвоночные произошли от морских хордовых, а дальнейшая их эволюция, вероятно, происходила в условиях пресной и слабосолёной воды. Существует гипотеза, согласно которой морские рыбы получили свои почки после предшествующей адаптации к пресной воде. В результате у ранних позвоночных появились почечные клубочки, способные фильтровать кровь. Выведение излишней воды из организма является основной характеристикой пронефроса в случае видов, у который он развивается функциональным. У некоторых видов пронефрос является функциональным на эмбриональном этапе развития, представляя собой предпочку, после которой развивается первичная. Первичная почка, вероятно, появилась в ответ на повышение массы тела позвоночных, что повлекло за собой и повышение кровяного давления.
Уникальной способностью вторичной почки является возможность сохранять воду в организме. Эта способность, наряду с эволюцией лёгких, позволила амниотам жить и размножаться на суше. Помимо сохранения воды, для жизни на суше также потребовалось поддерживать уровень соли в организме, избавляясь при этом от продуктов жизнедеятельности. Первым классом животных, которые смогли вести полностью сухопутный образ жизни с отсутствующей стадией личинки, стали рептилии. Это стало возможным благодаря сохранению воды и соли в организме, вместе с выделением продуктов жизнедеятельности. При этом относительный ионный состав внеклеточной жидкости схож между морскими рыбами и всеми последующими видами, а функцией почек является стабилизация внутренней среды. Поэтому можно сказать, что почки позволили сохранить в ходе эволюции примерно такой же состав среды внутри животных, каким он был в первичном океане.

## Типы почек

### Архинефрос
Считается, что ранней примитивной формой почки был архинефрос, который представлял собой серию располагавшихся в туловищной части тела сегментарных канальцев (по паре на каждый сегмент тела), которые открывались медиальным концом (ближе к средней линии тела) в полость тела, называемую нефроцель, и объединявшихся латеральным концом (ближе к бокам) в архинефрический канал, который, в свою очередь, открывался в клоаку. Как орган архинефрос всё ещё сохранился у личинок миксиновых и некоторых безногих земноводных, но также встречается у эмбрионов некоторых более высокоразвитых позвоночных.

### Пронефрос
Пронефрос называют предпочкой, поскольку за исключением низших позвоночных в эмбриогенезе обычно он является переходной структурой и сменяется мезонефрозом — первичной почкой. В эмбриогенезе млекопитающих предпочка обычно считается рудиментарной и не выполняющей никаких функций. Функциональная предпочка развивается у животных, которые имеют в своём развитии этап свободно плавающей личинки.
Пронефрос встречается у амфибий в стадии личинки, у взрослых особей некоторых костистых рыб и у взрослых особей некоторых отдельных видов рыб. Пронефрос является жизненно важным органом у животных, которые проходят стадию водной личинки. Если у личинок пронефрос оказывается нефункциональным, то они быстро погибают от отёка.
Пронефрос представляет собой относительно большой орган, который имеет примитивную структуру и обычно состоит из одной пары нефронов с наружным сосудистым клубочком или гломусом у каждого. Отфильтрованные вещества пронефрос выделяет через сосудистый клубочек или гломус напрямую в цело́м, в более продвинутом пронефросе — в нефроцель, представляющую собой полость, прилегающую к цело́му. Цело́м через реснитчатый нефростом соединяется с пронефральным протоком, который, в свою очередь, впадает в клоаку.
Из-за своего небольшого размера и простого устройства пронефрос рыб и личинок амфибий стал важной экспериментальной моделью для изучения развития почек.

### Мезонефрос и опистонефрос
Мезонефрос, называемый также первичной почкой, развивается вслед за предпочкой (пронефросом), заменяя её. Мезонефрос является конечной почкой у амфибий и большинства рыб. У более развитых позвоночных мезонефрос развивается на уровне эмбриона, а затем заменяется метанефрозом. У рептилий и сумчатых сохраняется и функционирует некоторое время после рождения вместе с метанефросом. При дегенерации первичной почки у млекопитающих её остатки участвуют в формировании репродуктивной системы самцов. Иногда мезонефрос анамниот называют опистонефросом, чтобы отличать его от этапа развития у амниот. Опистонефрос развивается из участков мезодермы, из которой у эмбриона амниот формируется и мезонефрос, и метанефрос.
В отличие от предпочки мезонефрос состоит не из одного, а из набора нефронов, сосудистые клубочки которых находятся в капсулах Боумена, при этом у некоторых морских рыб сосудистые клубочки могут отсутствовать. Мезонефрические почки у рыб не имеют деления на корковое и мозговое вещество. Обычно мезонефрос состоит из 10—50 нефронов, мезонефрические канальцы при этом могут иметь соединение с целомом, однако клубочки нефронов мезонефроса всё равно остаются интегрированными. В эмбриональном мезонефросе птиц и млекопитающих нефростомы типично отсутствуют. Особенностью мезонефроса у рыб является возможность наращивать новые нефроны при наборе массы тела.

### Метанефрос
У амниот, к которым относятся рептилии, птицы и млекопитающие, предпочка и первичная почка при развитии эмбриона обычно являются промежуточными этапами формирования метанефроса — вторичной почки, которая является постоянной у амниот. Гены, которые задействованы в формировании одного типа почек, переиспользуются в формировании следующего. От пронефроса и мезонефроса метанефрос отличается развитием, положением в теле, формой, количеством нефронов, организацией и способами вывода мочи. В отличие от мезонефроса после окончания процесса своего развития метанефрос более не обладает способностью к нефрогенезу, то есть не способен формировать новые нефроны, хотя у многих рептилий наблюдается продолжающееся формирование нефронов у взрослых особей.
Метанефрос является наиболее сложным типом почек. Метанефрическая почка характеризуется большим количеством нефронов и сильно разветвлённой системой собирательных трубочек и протоков, которые открываются в общий мочеточник. Подобное ветвление у метанефроса является уникальным по отношению к пронефросу и мезонефросу. Из мочеточников, в свою очередь, моча может выводиться напрямую в клоаку, либо собираться в мочевом пузыре с последующим выводом в клоаку, либо собираться в мочевом пузыре с последующим выводом наружу через мочеиспускательный канал.

## Метанефрические почки

### Почки рептилий
Рептилии были первым классом животных, у которых после выхода на сушу отсутствовала стадия личинки. Мезонефрос у рептилий функционирует некоторое время после рождения вместе с метанефросом, постоянными же впоследствии становятся метанефросные почки.
Почки у рептилий расположены в основном в каудальной части брюшной полости либо забрюшинно в тазовой полости в случае ящериц. По форме — продолговатые, цвет варьируется от светло-коричневого до тёмно-коричневого. Форма почек между рептилиями варьируется, что определяется различными формами тела у рептилий. У змей почки удлинённые, по форме цилиндрические с выраженным делением на дольки. У черепах и некоторых ящериц есть мочевой пузырь, открывающийся в клоаку, у змей и крокодилов он отсутствует.
По сравнению с метанефросом птиц и млекопитающих метанефрос рептилий более простой по своей структуре. Почки рептилий не имеют отчётливого деления на корковое и мозговое вещество. В почках отсутствует петля Генле, меньше нефронов (от 3 до 30 тысяч), и они не могут производить гипертоническую мочу. Почечная лоханка отсутствует, канальцы нефронов переходят в собирательные трубочки, которые соединяются вместе и формируют мочеточник. Выделяемые почками азотистые отходы могут включать варьируемое в зависимости от естественное среды обитания количество мочевой кислоты, мочевины и аммиака. Водные рептилии выделяют преимущественно мочевину, в то время как сухопутные — мочевую кислоту, что позволяет им сохранять воду.
Поскольку из-за отсутствия петли Генле почки рептилий не могут производить концентрированную мочу, при недостатке воды для уменьшения её потерь снижается уровень фильтрации в клубочках. Клубочки нефронов у рептилий по сравнению с амфибиями уменьшились в размерах. У рептилий также присутствует почечно-портальная система кровообращения, которая может перенаправлять кровь к почкам, минуя клубочки, что позволяет в периоды недостатка воды избегать ишемического некроза клеток канальцев.

### Почки млекопитающих

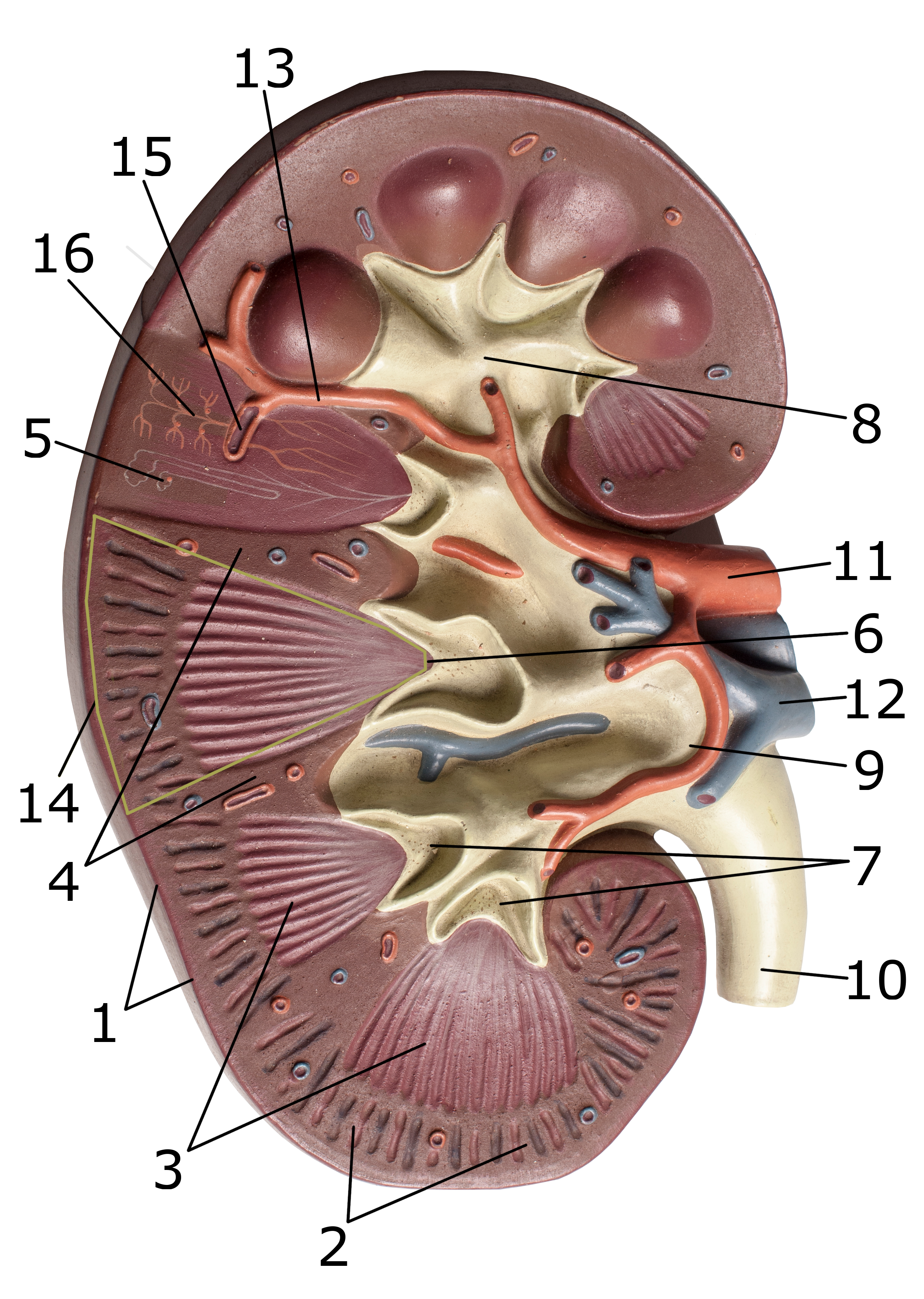
Дидактическая модель почки млекопитающего: 1 — фиброзная капсула, 2 — корковое вещество, 3 — почечная пирамида мозгового вещества, 4 — почечный столб коркового вещества, 5 — нефрон, 6 — почечный сосочек, 7 — малая почечная чашка, 8 — большая почечная чашка, 9 — почечная лоханка, 10 — мочеточник, 11 — почечная артерия, 12 — почечная вена, 13 — междолевая артерия, 14 — почечная доля, 15 — дуговая артерия, 16 — междольковая артерия.

У млекопитающих почки обычно бобовидной формы. Располагаются забрюшинно на задней (дорсальной) стенке тела, при этом одним из ключевых факторов, которые определяют форму и морфологию почек у млекопитающих является их масса. Вогнутая часть бобовидных почек называется почечными воротами. В них в почку входят почечная артерия и нервы, а выходят почечная вена и мочеточник. Внешний слой каждой из почек состоит из фиброзной оболочки, называемой капсулой. Периферический слой почки представлен корковым веществом, а внутренний — мозговым. Мозговое вещество состоит из пирамид, восходящих своим основанием к корковому веществу и образующих вместе с ним почечную долю. Пирамиды между собой разграничиваются почечными столбами (столбами Бертена), образованными корковой тканью. Вершины пирамид оканчиваются почечными сосочками, из которых моча выводится в чашечки, в лоханку, мочеточник и мочевой пузырь, после чего она выводится наружу через мочеиспускательный канал. У однопроходных мочеточники выводят мочу в мочеполовой синус, который соединён с мочевым пузырём и клоакой, моча у этих животных выводится через клоаку, а не через мочеточник.
Структурно почки варьируются между млекопитающими. То, какой структурный тип будет у того или иного вида, в основном зависит от массы тела животных. У маленьких млекопитающих встречаются простые однодолевые почки с компактной структурой и одним почечным сосочком, в то время как у больших животных — почки многодолевые, как например, у крупного рогатого скота, при этом у крупного рогатого скота почки бороздчатые, визуально поделённые на доли. По количеству почечных сосочков почки могут быть с одним, как например у крыс и мышей, с несколькими, как у паукообразных обезьян, или с большим количеством, как у свиней или человека. У большинства животных один почечный сосочек. У некоторых животных, например, у лошадей, окончания почечных пирамид сливаются друг с другом с образованием общего почечного сосочка, называемого почечным гребешком. Почечный гребень обычно появляется у животных, размером больше кролика. У морских животных, выдр и медведей почки множественные, состоящие из большого количества долей, называемых почечками и аналигочиных простой однодолевой почке.
Азотистые продукты метаболизма выводятся преимущественно в форме мочевины, которая хорошо растворима в моче. Каждый нефрон содержится одновременно и в корковом, и в мозговом веществе. Почечные клубочки расположены в корковом веществе, от них в мозговое вещество спускаются петли Генле, возвращаясь затем назад в корковое вещество. Мозговое вещество у млекопитающих делится на наружную и внутреннюю области. Наружная область состоит из коротких петель Генле и собирательных трубочек, внутренняя — из длинных петель и собирательных протоков. После прохождения через петлю Генле жидкость становится гипертонической по отношению к плазме крови. Почечно-портальная система кровообращения у млекопитающих отсутствует, за некоторыми исключениями.

### Почки птиц
У птиц почки расположены в брюшной полости дорсально (со стороны спины) во впадинах тазовых костей. По форме — продолговатые, довольно плоские, у взрослых птиц имеют тёмно-коричневый цвет. Обе почки могут частично срастаться друг с другом, у гагар они срастаются по всей длине.
По структуре отличаются от почек млекопитающих. В каждой почке прослеживается деление на доли, называемые также лопастями, обычно почка делится на три доли. Доли, в свою очередь, делятся на дольки, в каждой из которых есть корковое и мозговое вещество, при этом масса коркового вещества больше, чем мозгового. Мозговое вещество долек по форме напоминает конус, и, в отличие от млекопитающих, в нём не прослеживается деления на области внутреннего и наружного мозгового вещества, структурно же оно похоже на наружное мозговое вещество млекопитающих. Почечная лоханка в почке отсутствует, в мозговом веществе мочевина не накапливается, каждая долька имеет отдельное ответвление к мочеточнику. У птиц, за исключением африканских страусов, нет мочевого пузыря, через мочеточники моча из почек выводится в клоаку.
Почки птиц сочетают нефроны двух типов: как у рептилий, без петли Генле, и подобные тем, что у млекопитающих, с петлёй Генле. Большинство же нефронов — без петли Генле. Петля Генле птиц подобна таковой у млекопитающих, отличием является то, что у нефрона птиц короткая петля Генле. У млекопитающих также восходящая часть петли Генле —тонкая, в отличие от нефронов птиц. Как и млекопитающие, хотя и в меньшей степени, птицы способны производить концентрированную мочу, сохраняя таким образом воду в организме. Азотистые продукты жизнедеятельности выводятся в основном в форме мочевой кислоты, которая представляет собой плохо растворимую в воде белую пасту, что также позволяет снизить потери воды. Дополнительная реабсорбция воды может происходить в клоаке и дистальном отделе кишечника. Всё вместе это позволяет птицам выводить свои отходы без значительных потерь воды.
Артериальную кровь почки птиц получают от краниальной, средней и каудальной почечных артерий. Как и у рептилий, у птиц есть почечно-портальная система кровообращения, но она не доставляет кровь к петлям Генле, лишь к проксимальным и дистальным канальцам нефронов. При недостатке воды нефроны без петли Генле прекращают фильтрацию, нефроны же с петлёй — продолжают, но за счёт наличия петли могут создавать концентрированную мочу.